# Hevossaari (ö i Mellersta Finland, Keuruu)
Hevossaari är en ö i Finland. Den ligger i sjön Keurusselkä och i kommunen Keuru i den ekonomiska regionen  Keuru ekonomiska region  och landskapet Mellersta Finland, i den södra delen av landet, 210 km norr om huvudstaden Helsingfors. Öns area är 93,2 hektar och dess största längd är 2,2 kilometer i sydväst-nordöstlig riktning.